# Francesco Calogero
Francesco Calogero (Fiesole, 6 de febrer de 1935) és un físic italià, actiu en la comunitat de científics preocupats pel desarmament nuclear.

## Biografia
És fill del filòsof Guido Calogero. Després que el seu pare va ser condemnat a l'exili nacional per la policia feixista, Francesco Calogero va passar més d'un any (1942) a Scanno, un petit poble italià. Després de la Segona Guerra Mundial, Calogero va graduar "laurea en fisica" cum laude a la Universitari de Roma La Sapienza, al febrer de 1958. Es va convertir en professor de Física Teòrica, a la mateixa universitat el 1976.

## Recerca de física
Les publicacions científiques de Calogero en anglès inclouen quatre llibres i uns 400 documents (aproximadament la meitat amb els coautors). La seva principal investigació es refereix als problemes integrables de molts cossos. Diversos models de diversos cossos solubles i les equacions diferencials parcials d'evolució no lineal es nomenen després de Calogero en la literatura de física matemàtica. També va formular la conjectura de Calogero, on el comportament quàntic és causat pel component estocàstic del camp gravitatori local a causa de la component caòtica del moviment de totes les partícules de l'Univers a causa de la seva interacció gravitatòria mútua.

## Activisme de pau
Calogero va exercir com a Secretari General de les Pugwash Conferències damunt Ciència i Afers Mundials des de 1989 fins 1997 i des de 1997 fins 2002 com a President del Consell Pugwash, del qual encara és membre "ex-officio". Va publicar (en italià i anglès - alguns amb coautors) prop de 400 articles i diversos llibres sobre qüestions mundials.
Va ser membre de la Junta de Govern de l'Institut Internacional d'Estudis per a la Pau d'Estocolm de 1982 a 1992.
Va acceptar en nom de Pugwash el premi Nobel de la Pau de 1995, atorgat conjuntament a Pugwash i a Joseph Rotblat (Oslo, 10 de desembre de 1995).